# Дайлес
Театр «Дайлес» (латис. Dailes teātris) — професійний латвійський театр, заснований 1920 року у Ризі. Після 1940 року (з перервою на час війни) до кінця 1980-х років театр був художнім, у 1954 році театру було присвоєно ім'я Райніса, у 1966 році — звання академічного.

## Історія театру
Першою поставленою п'єсою була трагедія Райніса «Індуліс і Арія» (латис. «Indulis un Ārija»). Засновник театру і до 1965 головний режисер — Смільґіс Едуардс. Починаючи з 1929 року, в репертуарі театру крім постановок класичної і сучасної драматургії з'явилися також і музичні спектаклі.
З 1963 року художнє керівництво театру перейшло до Петеріс Петерсону. У 1971 році театр очолив Арнолдс Лініньш. З 1987 року керівництво театру перейшло до Карлісу Аушкапу. З 16 вересня 2002 року художнім керівником театру «Дайлес» стає Михайло Груздєв, з травня 2010 року колишній сценограф театру Мартіньш Вілкарсіс. У 2011 році головним режисером був призначений Дж. Дж. Джілінджер.

## Будівля театру
Нова будівля театру (автори проекту архітектори М. Станя і Т. Іевіня) будувалося десять років з 1966 по 1976. В урочистій обстановці відкриття відбулося 30 листопада 1977 року.
У роботі брали участь архітектори І. Якобсонс, Х. Кандерс, М. Станя, інженер-конструктор А. Бріедіс, скульптори О. Фелдберг та І. Муравскіс. Автори інтер'єру архітектори М. Станя та А. Вецсіліс, дизайнер А. Раматс, художник А. Вілбергс. На останній стадії до роботи підключилися латвійські архітектори В. Савіско та І. Акола, а також фахівці з Москви і Ленінграда.

## Головні режисери та художні керівники театру
- Едуард Смільгис (1920—1964);
- Петеріс Петерсонс (1964—1969);
- Арнольд Лініньш (1971—1987);
- Карліс Аушкапс (1987—2002);
- Михайло Груздєв (2002—2009);
- Мартіньш Вілкарсіс (2010—2011);
- Дж. Дж. Джілінджер (з 2011).

## Трупа театру
Актори:
- Абеле Алма;
- Адерніекс Карліс;
- Аузіньш Іварс;
- Балдоне Аустра;
- Барткевич Юріс;
- Берзіньш Андріс;
- Брамберг Елвіра;
- Брике Індра;
- Ваздіка Ілзе;
- Ваздікс Херманіс;
- Валдмане Луція;
- Валдманіс Карліс;
- Валтерс Евалдс;
- Варпіня Віта;
- Гайделіс Дайніс;
- Ґаудіньш Петеріс;
- Гравеліс Гінтс;
- Дзелзітіс Лауріс;
- Дзерве Айя;
- Дімітерс Артурс;
- Дреге Олга;
- Жагарс Юріс;
- Жвігуле Лілія;
- Калдовска Еіженія;
- Калниньш Юріс;
- Калниня Резія;
- Кестеріс Гіртс;
- Клетніеце Милда;
- Кузуле Ілзе;
- Лайв Ірма;
- Ласмане Вілма;
- Лейманн Елвіра;
- Лівмане Аквеліна;
- Лиепиньш Валдіс;
- Лиепиньш Петеріс;
- Мартінсон Мірдза;
- Мікельсонс Альбертс;
- Неварауска Христина;
- Озоліня Беніта;
- Озоліня Ліліта;
- Пабрікс Карліс;
- Паукштелло Яніс;
- Плявніеце Іева;
- Пупуре Лідія;
- Решетінс Інтарс;
- Робежніекс Артіс;
- Рубуле Сарма;
- Сіліньш Айварс;
- Сіліньш Алдис;
- Скрастіньш Артурс;
- Скуінь Лігіта;
- Смільгис Едуардс;
- Субатніекс Лауріс;
- Ферда Еріка;
- Філіпсонс Артурс;
- Фрінбергс Юріс;
- Ермале Есмералда;
- Янаус Марина.

## Обрані постанови
- 1928 — «Швейк» Ярослава Гашека;
- 1933 — «Йосип та його брати» Райніса;
- 1941 — «Одруження Белугіна» Олександра Островського та Миколи Соловйова;
- 1942 — «Часи землемірів» Рейніс і Матіса Каудзіт;
- 1944 — «Змова Фієско в Генуї» Фрідріха Шиллера;
- 1946 — «Багато галасу з нічого» Вільяма Шекспіра;
- 1947 — «Вогонь та ніч» Райніса;
- 1948 — «Приборкання приборкувачів» Джона Флетчера;
- 1949 — «Анна Кареніна» Л. М. Толстого;
- 1950 — «Індуліс і Арія» Райніса;
- 1951 — «Три сестри» А. П. Чехова;
- 1952 — «Маскрад» М. Ю. Лермонтова;
- 1955 — «Літо молодшого брата» Ґунарса Пріеде;
- 1956 — «Хоча і осінь» Ґунарса Пріеде;
- 1958 — «Дівчина Нормунд» Ґунарса Пріеде;
- 1958 — «Так починався день» Я. Лусіс;
- 1958 — «Сага про Єсту Берлінга» Сельми Лагерлефи;
- 1958 — «Добра людина із Сичуані» Бертольта Брехта;
- 1959 — «Юстина» Гелли Вуолійокі;
- 1959 — «Позитивний образ» Ґунарса Пріеде;
- 1960 — «Перший бал Вікі» Ґунарса Пріеде;
- 1960 — «Війна і мир» за романом-епопеї Л. Н. Толстого;
- 1961 — «Каса маре» Іона Друце;
- 1961 — «Лісова загадка» Ліліани Хеллман;
- 1962 — «Ілля Муромець» Райніса;
- 1963 — «Три маленькі сестрички» Е. Ансона;
- 1964 — «Топольок мій у червоній косинці» за повістю Чингіза Айтматова;
- 1965 — «По дорозі кита» Ґунарса Пріеде;
- 1965 — «Вогонь і ніч» Райніса;
- 1966 — «Дикунка» Жана Ануя;
- 1967 — «Мотоцикл» драматична постановка Петеріса Петерсона за творами Іманта Зієдоніса;
- 1969 — «Ідіот» за Ф. М. Достоєвського;
- 1970 — «Індрани» Рудольфа Блауманіса;
- 1970 — «Стіна» за поемою Я. Марцинкевича;
- 1971 — «Трохи про жінку» Едварда Радзинського;
- 1973 — «Ніч ігуани» Теннессі Вільямса;
- 1974 — «Останній бар'єр» інсценування розповіді Андрія Дріп;
- 1976 — «Протокол одного засідання» Олександра Гельмана;
- 1977 — «Приходь на сходи грати» Ґунарса Пріеде;
- 1980 — «Ясенева алея» Б. Сауліша;
- 1981 — «Хліб Ніскавуорі» Хелли Вуолійокі;
- 1991 — «Летісія і милашки» П. Шефера;
- 1993 — «Миш'як і старовинні мережива» Дж. Кессельрінга;
- 1994 — «Сталеві магнолії» Роберта Харлінг;
- 1995 — «Монолог Ісабель, яка дивиться на дощ в Макондо» Габріеля Гарсія Маркеса;
- 1997 — «Фіолетовий махровий рушник» Гунара Прієде;
- 1997 — «Фредді» Робера Тома;
- 1998 — «Вій, вітерець!» Райніса;
- 1999 — «Образ майстра» Пера Енквіста[3].